# Ptyas korros
Espèce
Synonymes
- Coluber korros Schlegel, 1837
- Liopeltis libertatis Barbour, 1910
- Ptyas korros chinensis Mell, 1930
- Ptyas korros indicus Mell, 1931

Ptyas korros  est une espèce de serpents de la famille des Colubridae.

## Répartition
Cette espèce se rencontre :
- en Inde dans les États d'Assam et d'Arunachal Pradesh ;
- au Bangladesh ;
- en République populaire de Chine dans les provinces du Zhejiang, du Jiangxi, du Fujian, du Guangdong, du Hainan, du Guangxi, du Hunan, du Yunnan et à Hong Kong.
- à Taïwan ;
- en Birmanie ;
- en Thaïlande ;
- au Laos ;
- au Cambodge ;
- au Viêt Nam ;
- en Malaisie péninsulaire ;
- à Singapour ;
- en Indonésie sur les îles de Sumatra, de Bornéo, de Java et de Bali.

## Description
C'est un serpent ovipare diurne.

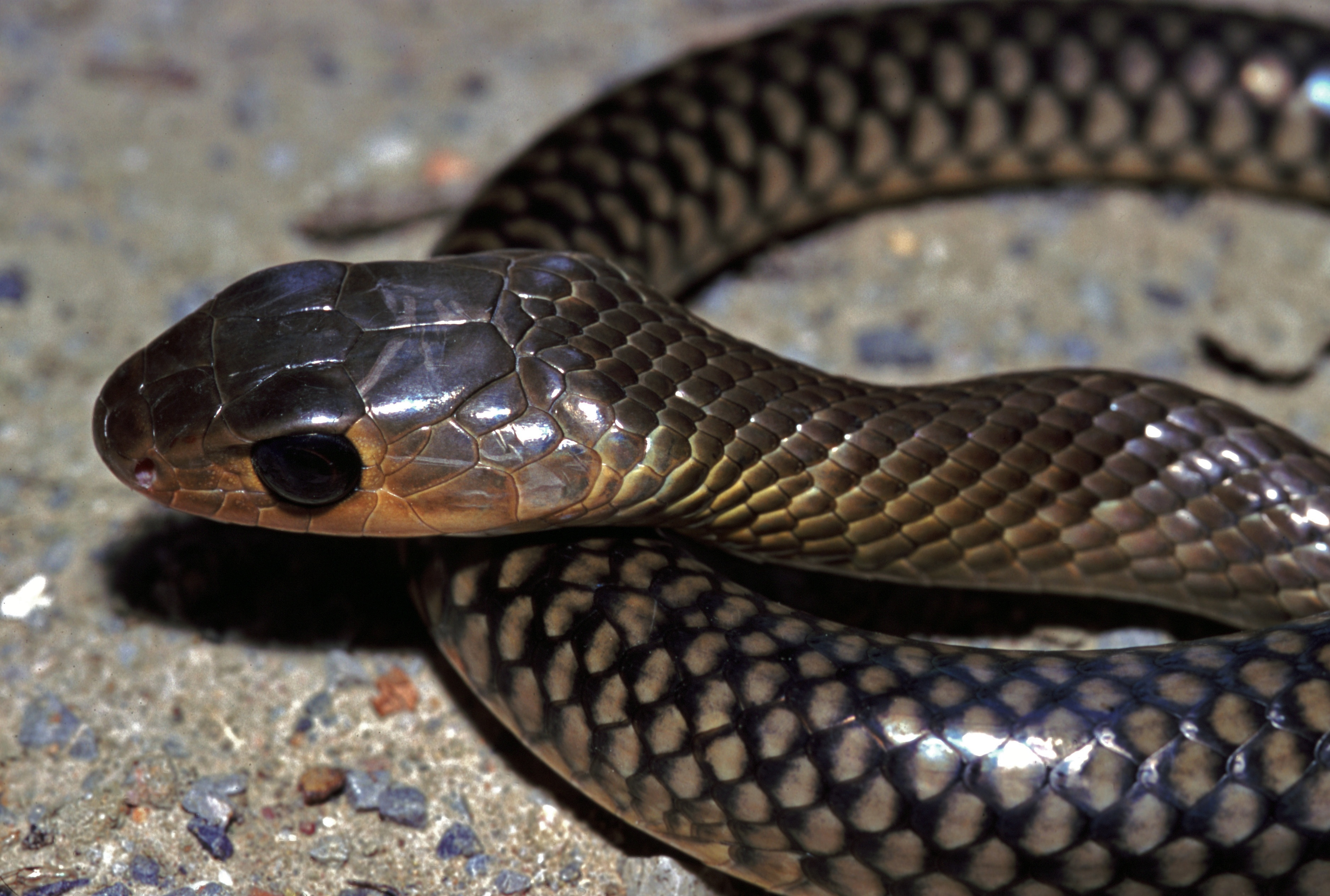
Ptyas korros, parc national de Khao Sam Roi Yot, Thaïlande

Cette grande couleuvre peut atteindre une longueur de 2,6 m.

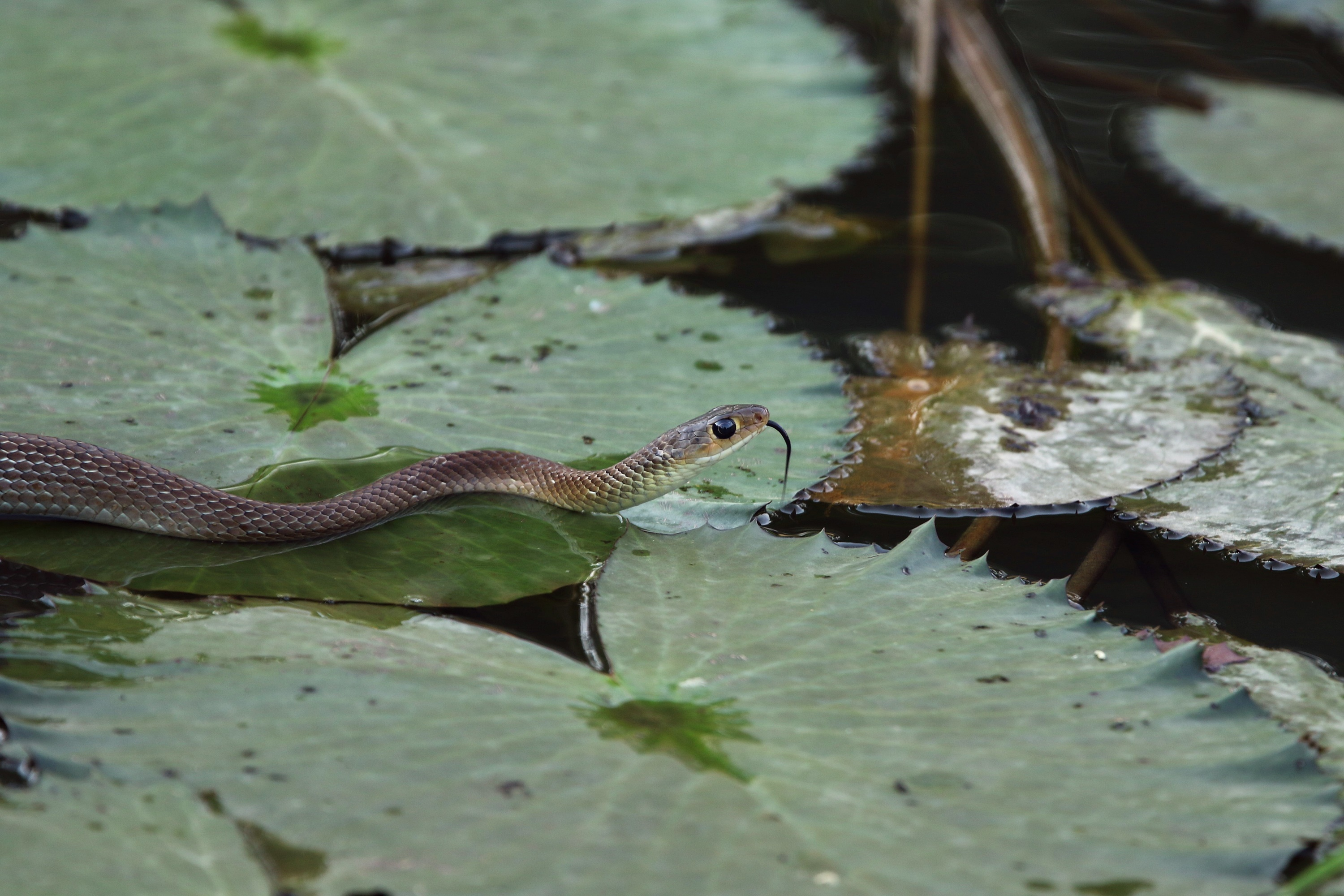
Ptyas korros, parc national de Lawachara, Bangladesh

On la rencontre souvent dans les jardins mais aussi dans les forêts tropicales.

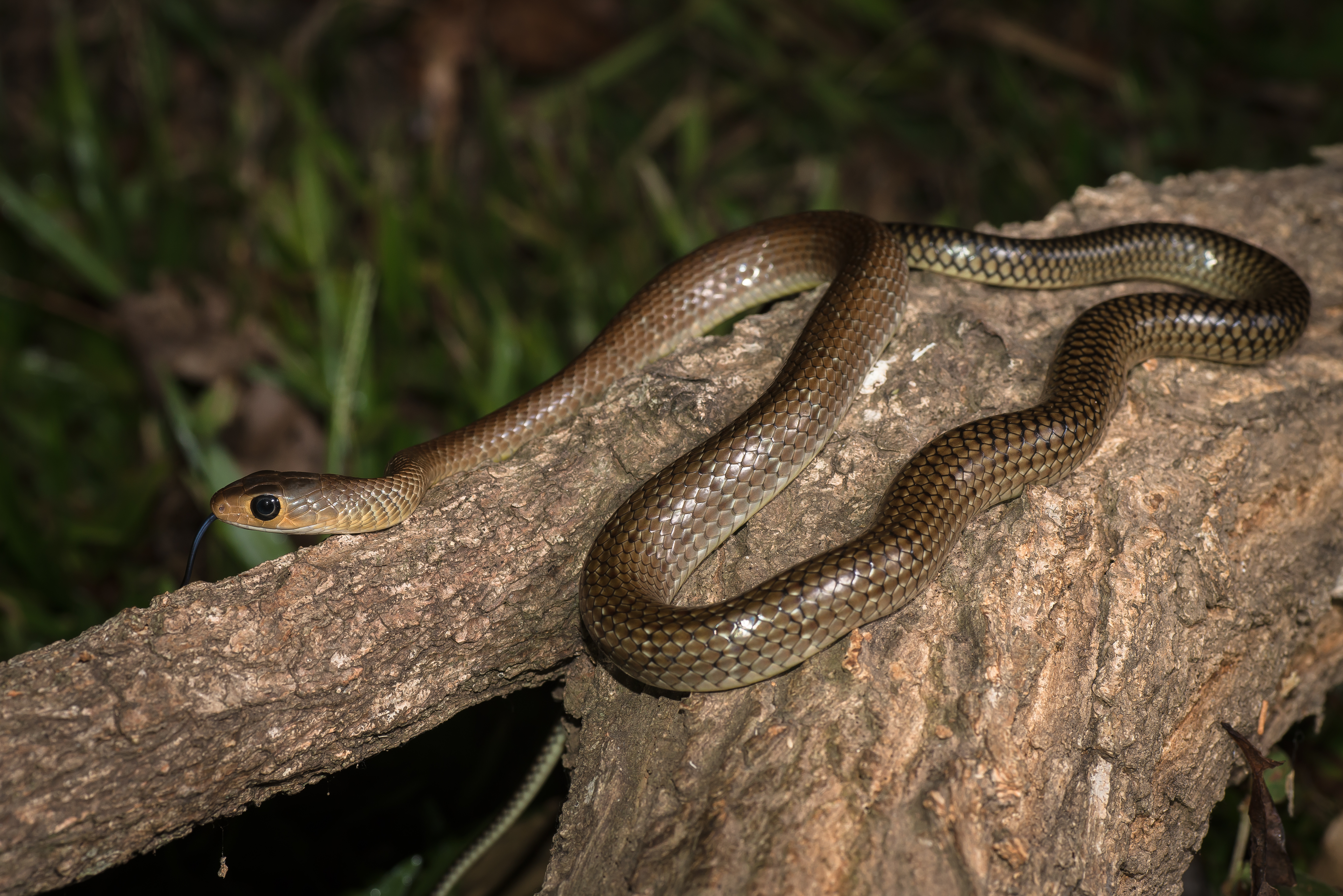
Couleuvre Ptyas korros, parc national de Khao Yai, Thaïlande

Elle se nourrit de nombreux rongeurs dont des rats, de grenouilles et de lézards.
C'est sans doute le serpent le plus répandu en Thaïlande.

## Publication originale
- Schlegel, 1837 : Essai sur la physionomie des serpens, vol. 1 (texte intégral) et vol. 2 (texte intégral).